# СУ-122
СУ-122 — середня по масі радянська самохідна артилерійська установка (САУ) класу штурмових гармат (з деякими обмеженнями могла використовуватися і в ролі самохідної гаубиці). Ця машина стала однією з перших розроблених в СРСР САУ, прийнятих у багатосерійне виробництво. Стимулом для створення СУ-122 стали як необхідність максимального спрощення конструкції танку Т-34 у важких для СРСР військових умовах середини 1942 року, так і прагнення дати танковим і механізованим частинам потужний і високомобільний засіб вогневої підтримки. 30 листопада 1942 року на Уральському заводі важкого машинобудування закінчилося створення прототипу СУ-122 і, зважаючи на брак самохідної артилерії, СУ-122 була вже в грудні запущена в серійне виробництво. Під час процесу машина піддавалася численним доопрацюванням, пов'язаним з її поспішним тестуванням і прийняттям на озброєння. Випуск СУ-122 був припинений в серпні 1943 року через перехід на виробництво винищувачів танків СУ-85, створених на базі СУ-122. Всього було побудовано 638 самохідок.

СУ-122 з'явилися на фронті на початку лютого 1943 року і успішно взяли участь в операції 54-й армії в районі Смердині у складі 1433-го і 1434-го самохідних артилерійських полків на Волховському фронті. Найбільш масово СУ-122 застосовувалися в наступальних кампаніях другої половини 1943 року, але і після зняття з виробництва активно і успішно використовувалися в боях аж до закінчення німецько-радянської війни. До теперішнього часу уціліла лише одна СУ-122, яка експонується в бронетанковому музеї в підмосковній Кубинці.

## Історія створення і розвитку

### Передумови
У міжвоєнний час радянські військові теоретики інтенсивно працювали над проблемою оснащення Робітничо-селянської Червоної армії самохідною артилерією. У числі запропонованих до реалізації ідей була і безбаштова, повністю броньована бойова машина, призначена для безпосередньої вогневої підтримки піхоти і танків на полі бою. На початку 1930-х років через слабкість власної конструкторської школи та матеріально-технічної бази проект такої машини був замовлений в Німеччині фірмі «Даймлер-Бенц». Підрядник в обумовлені угодою строки та ціну не вклався, запропонувавши свої напрацювання в середині 1932 року і зажадавши потрійну вартість щодо її первісного значення. Проект був відхилений радянською стороною, але через якийсь час ідея виявилася «до місця» в Третьому рейху.
У ході Другої світової війни до часу вторгнення у Францію в дослідну експлуатацію в вермахт поступили так звані "штурмові гармати "(нім. Sturmgeschütz) на базі середнього танка PzKpfw III, які повністю відповідали по конструкції і застосуванню викладеної вище ідеї. Нові САУ отримали військове позначення StuG III, і їх бойовий дебют виявився досить успішним, вони міцно зайняли своє місце в вермахті. Цей успіх не залишився непоміченим в СРСР, і наприкінці 1940 — на початку 1941 року знову було піднято питання про створення їх аналога. Однак на той момент серед радянських військових теоретиків ще не було остаточно вирішено, який вигляд повинна мати бойова машина безпосередньої підтримки піхоти і танків — безбаштовою САУ, як StuG III, або більш звичного для СРСР «артилерійського танка» по типу серійних БТ-7А. Початок Німецько-радянської війни поклав край цим попередніми ідеям.

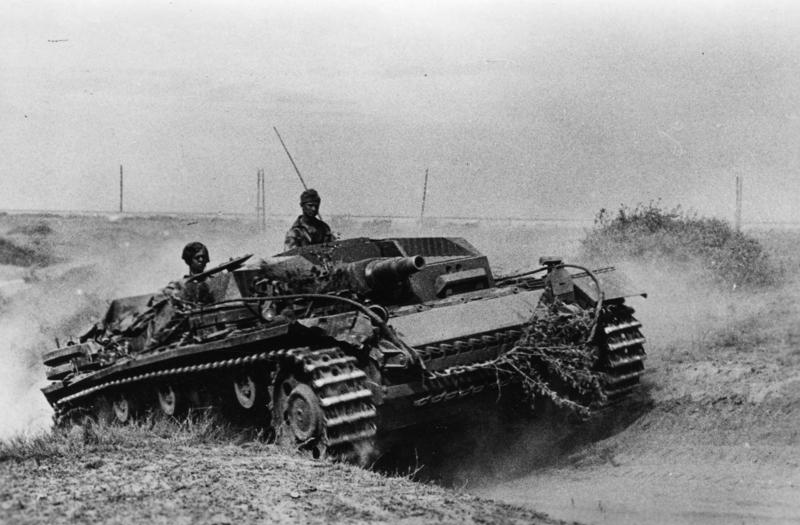
Штурмова гармата Sturmgeschütz III ранніх модифікацій

За результатами аналізу першого півріччя бойових дій радянськими фахівцями знову була відзначена ефективність німецьких штурмових гармат, 14 — 15 квітня 1942 року відбувся пленум артилерійського комітету, на якому обговорювалося, в тому числі, і питання про створення власного безбаштового «штурмового танка». Але в набагато більшій мірі на його розвиток вплинули інші причини. За 1941 рік танкові війська РСЧА понесли катастрофічні втрати в матеріальній частині, а швидке просування вермахту вглиб території СРСР призвело до захоплення частини радянських сировинних баз і виробничих потужностей. Ряд підприємств оборонної промисловості було успішно евакуйовано, але в умовах розгортання виробництва на нових місцях і зруйнованих зв'язків із суміжниками очікувати швидкого збільшення випуску танків не доводилося. А оскільки для них це було найбільш пріоритетною вимогою Державного комітету оборони (ДКО), одним з найважливіших шляхів його виконання було спрощення і здешевлення конструкції танків що випускаються. Саме з цієї причини на УЗВМ після пленуму конструктори М. В. Курін і Г. Ф. Ксюнін розробили проект безбаштового штурмового танка У-33 з повним збереженням ходової частини Т-34 та озброєнням у вигляді 76-мм дивізійної гармати ЗІС-22 (варіант гармати Ф-22УСВ випуску воєнного часу) на тумбової установці. За рахунок відмови від башти вдалося на 27 % знизити трудомісткість виготовлення, а отриманий резерв по масі порядку 1,8-2,1 тонни можна було використовувати для посилення лобового бронювання до товщини 75 мм і більше. Проект отримав високу оцінку, але залишився нереалізованим в металі через велику зайнятість УЗВМ завданням з освоєння серійного випуску Т-34.
Дещо пізніше, влітку 1942 року, конструктори УЗВМ повернулися до цієї теми, запропонувавши в серпні технічному відділу Народного комісаріату танкової промисловості (НКТП) проект У-34 безбаштового танка з озброєнням з танкової гармати Ф-34 — такої ж, що і у початкового варіанту Т-34. В той же час проект У-33 був доопрацьований М. В. Куріним з метою встановлення в машину 122-мм гаубиці зр. 1938 М-30, однак знову через зайнятість УЗВМ серійним виробництвом «тридцятьчетвірок» подальші роботи з У-34 були припинені, а матеріали по У-33 з гаубицею М-30 передали на артилерійський завод № 9 для доопрацювання.

### Створення прототипу
19 жовтня 1942 року ДКО зобов'язав постановою № 2429сс УЗВМ і завод № 592 терміново розробити броньовану 122-мм самохідну гаубицю для придушення вогневих точок і боротьби з танками противника. У той же день перші серійні танки Т-34 покинули складальні лінії УЗВМ і з'явилася можливість сконцентрувати на цьому завданні значні інженерно-конструкторські сили. Наказом № 721 по НКТП на УЗВМ створювалася особлива конструкторська група під керівництвом Л. І. Горлицького. До її складу увійшли М. В. Курін, Г. Ф. Ксюнін, О. Д. Неклюдов, К. М. Ільїн, І. С. Сазанов, І. І. Еммануїлов. Приватне курирування цієї роботи здійснював заступник народного комісара танкової промисловості і відомий конструктор радянської бронетехніки Ж. Я. Котін. На підставі уточненого проекту У-34 та матеріалів, отриманих із заводу № 9, особлива конструкторська група розробила і вже до 29 жовтня представила новий проект У-35 для міжвідомчої комісії Головного артилерійського управління (ГАУ) і НКТП.
Другим варіантом для розгляду міжвідомчою комісією став схожий проект заводу № 9, тому рішення про запуск того або іншого кандидата в серійне виробництво визначалося тільки кількістю необхідних доопрацювань і технологічністю в цілому. У підсумку перевага була віддана У-35 і на споруду дослідного зразка з урахуванням усіх висловлених зауважень було відпущено всього лише 20 днів, 25 листопада прототип вже повинен був приступити до державних випробувань. Л. І. Горлицький так описує обстановку і атмосферу під час виконання цієї роботи:

Ми всі тоді жили в своєму КБ. Креслення на деякі вузли та деталі робили вже після їх готовності, а робітники в цехах працювали за ескізами. Але я не пам'ятаю, щоб хтось скаржився на їх якість … Зрозуміло, що у нас не було ніякого оснащення і пристосувань, все придумували на місці, в перспективу. А перший зразок робили з великою кількістю пригоночних робіт …

Тому почати заводські випробування довелося не 25 листопада, як планувалося, а 30-го. Прототип У-35 виконав 50-км пробіг і з його гармати зробили 20 пострілів. Практично відразу ж по ходу тестування розкрився ряд серйозних конструктивних недоліків машини. Кріплення пристрою досилання і пристрій фіксації гармати в похідному положенні виявилися ненадійними, а вентиляція бойового відділення — поганою, при поворотах ствола «до упору» вправо-вліво між захисною маскою і броньовим корпусом утворювалися щілини. До того ж кути наведення гармати, особливо по вертикалі, не відповідали початковим вимогам. Частину недоліків усунули відразу ж, встановивши баштовий вентилятор від танка Т-34 і збільшивши сектор горизонтального обстрілу, інші вимагали більш серйозних заходів.
Державні випробування У-35 проходили на Гороховецькому артилерійському полігоні з 5 по 19 грудня 1942 спільно з розробкою заводу № 592 — САУ на базі трофейного німецького танка PzKpfw III під назвою СУ-122/Т-3. Випробування показали, що У-35 мав переваги в бронюванні, прохідності, а також загальну меншу висоту машини, але поступався конкуренту в скорострільності і по величині максимального кута піднесення гармати. Крім того, трофейна танкова база істотно обмежувала можливий обсяг випуску таких машин в майбутньому. Тому з двох можливих альтернатив державна комісія вибрала для серійного виробництва саме установку У-35, прийнявши її на озброєння РККА під індексом СУ-122, але при цьому склавши список з 48 необхідних доробок її конструкції. Однак, зважаючи крайньої необхідності цих машин на фронті, УЗВМ було дозволено поставити першу серію СУ-122 «як є», без усунення зазначених недоліків. Але ще до кінця 1942 року колектив заводу зумів ліквідувати більшість з них. Тільки передсерійна партія СУ-122 з 10 машин мала «ламану» лобову частину, недостатні розміри маски гармати і не оснащувалася вентилятором і броньовим прикриттям артилерійського панорамного прицілу. У серійних СУ-122, які зійшли з конвеєра УЗВМ в січні 1943 року, лобова бронеплита стала суцільною, для них були введені нова маска, виключала попадання куль і осколків в щілини при повороті ствола, збільшені за обсягом паливні баки, а також ряд інших удосконалень.

### Подальше вдосконалення
Після запуску СУ-122 у серійне виробництво на УЗВМ розгорнулася робота як по вдосконаленню конструкції САУ, так і щодо підвищення якості відвантажуваних у війська машин. Керівником був Л. І. Горлицький, до цього процесу підключилися завод двигунів № 76 та колишня філія УЗВМ, що стала окремим заводом № 50. Колективу УЗВМ вдалося домогтися значних успіхів: до травня 1943 року трудовитрати на випуск однієї самохідно-артилерійської установки були знижені на 10 % щодо рівня січня 1943 року, а її комерційна ціна зменшилася на 15 000 рублів. Підвищення якості комплектуючих і збірки машини дозволило збільшити гарантійний пробіг з 1000 до 1600 км. У той же час, на рівні ДКО було прийнято рішення спеціалізувати УЗВМ на випуску та розробці самохідно-артилерійських установок і звільнити його від серійного виробництва Т-34. Вивільнені за рахунок цього виробничі потужності і персонал були спрямовані на інтенсифікацію всіх етапів виробництва СУ-122 і вже до травня 1943 року впевнено виконувалися плани з випуску самохідок, а керівництво рапортувало про готовність з їх перевиконання. За проявлені при розробці та освоєнні серійного виробництва СУ-122 інженерно-конструкторські та організаційні якості Л. І. Горлицький і М. В. Курін були удостоєні орденів Червоної Зірки і Сталінської премії II ступеня.
Але головні недоліки СУ-122, які були викликані її нагальною розробкою, усунути не вдалося. Більшість з них були наслідком монтажу всієї хитної частини польової гаубиці М-30 в самохідку на тумбової установці. Таке конструктивне рішення дозволило практично без змін використовувати вже готовий запас гармат і швидко організувати серійний випуск, але перші ж бої нових машин виявили значні негативні наслідки:
- Верхній станок і тумба гармати займали багато місця в бойовому відділенні, яке через це стало тісним і швидко заповнювався пороховими газами при стрільбі.
- Великий відкат гармати ще більш збільшував тісноту бойового відділення.
- Габаритні противідкатні пристрої гаубиці виступали сильно вперед по ходу машини, погіршуючи огляд з місця механіка-водія, не дозволяли використовувати лобовий люк для його посадки-висадки. Складне за формою і конструкцією важке бронювання збільшувало навантаження на передні опорні котки САУ.

До цього додалися ще й проблеми технологічного плану: перед установкою в машину верхній верстат гаубиці все одно піддавався переробкам, причому з великою кількістю підгоночних операцій.
Тому ще в січні 1943 року конструкторське бюро УЗВМ приступило до ескізного проектування кардинально поліпшеного варіанта СУ-122. На відміну від серійних машин, які озброювалися по суті польовою, хоча і доопрацьованою, артилерійською системою, нова версія самохідки повинна була мати вже спеціалізовану для установки в неї гаубицю. Провідний конструктор М. В. Курін вирішив використовувати в цій якості танкову штурмову гармату У-11, ідентичну з балістики гаубиці М-30 і призначену для установки в дослідний танк КВ-9. Довжина відкату в У-11 була всього лише 600 мм замість 1100 у М-30, а органи управління горизонтальною і вертикальною наводкою розташовувалися з одного боку, що дозволяло обійтися одним навідником в екіпажі замість двох у серійних СУ-122 (у гаубиці М-30 маховики наведення по вертикалі і горизонталі розташовувалися по різні боки від ствола, і їх обслуговували два члени екіпажу). Противідкатні пристрої У-11 також були значно компактніші в порівнянні з М-30. Після доопрацювання У-11 було розміщено в карданному рамному монтуванні, що ще більш вивільнило внутрішній простір бойового відділення.
Як результат усіх цих робіт, в квітні 1943 року УЗВМ побудував дослідну самохідку СУ-122М, яка 16 — 17 травня 1943 року була випробувана пробігом на 100 км і 50 пострілами. В порівнянні з серійною СУ-122 модернізований варіант вигідно відрізнявся більш просторим бойовим відділенням, яке було розширено не тільки за рахунок більш компактної установки озброєння, але і підйомом даху на 50 мм і доведенням бортових бронеплит рубки до зовнішнього габариту гусениць. Нова конструкція монтування гармати дозволила оснастити її протикулевим бронезахистом, причому трудомісткість установки озброєння знизилася з 17-18 годин до півтора — двох. Невеликі габарити бронезахисту дозволили зробити повноцінний люк-лаз для механіка-водія і розвантажити передні опорні котки машини. Для ведення вогню прямою наводкою гармату У-11 оснастили телескопічним прицілом, зберігши панорамний для стрільби з закритих позицій. Державні випробування СУ-122М пройшли з 18 червня по 4 липня 1943 року по трасі Свердловськ — Нижній Тагіл — Челябінськ, загальний кілометраж пройденого шляху склав 858 км по дорогах і 50 км поза дорогами, на Нижньотагільському артилерійському полігоні був проведений відстріл гармати в обсязі 329 пострілів. В цілому машина випробування витримала, але державна комісія визнала її масу надмірною, а вартість гармати У-11 високою. В результаті СУ-122М була відправлена на доопрацювання.

### Закінчення розвитку

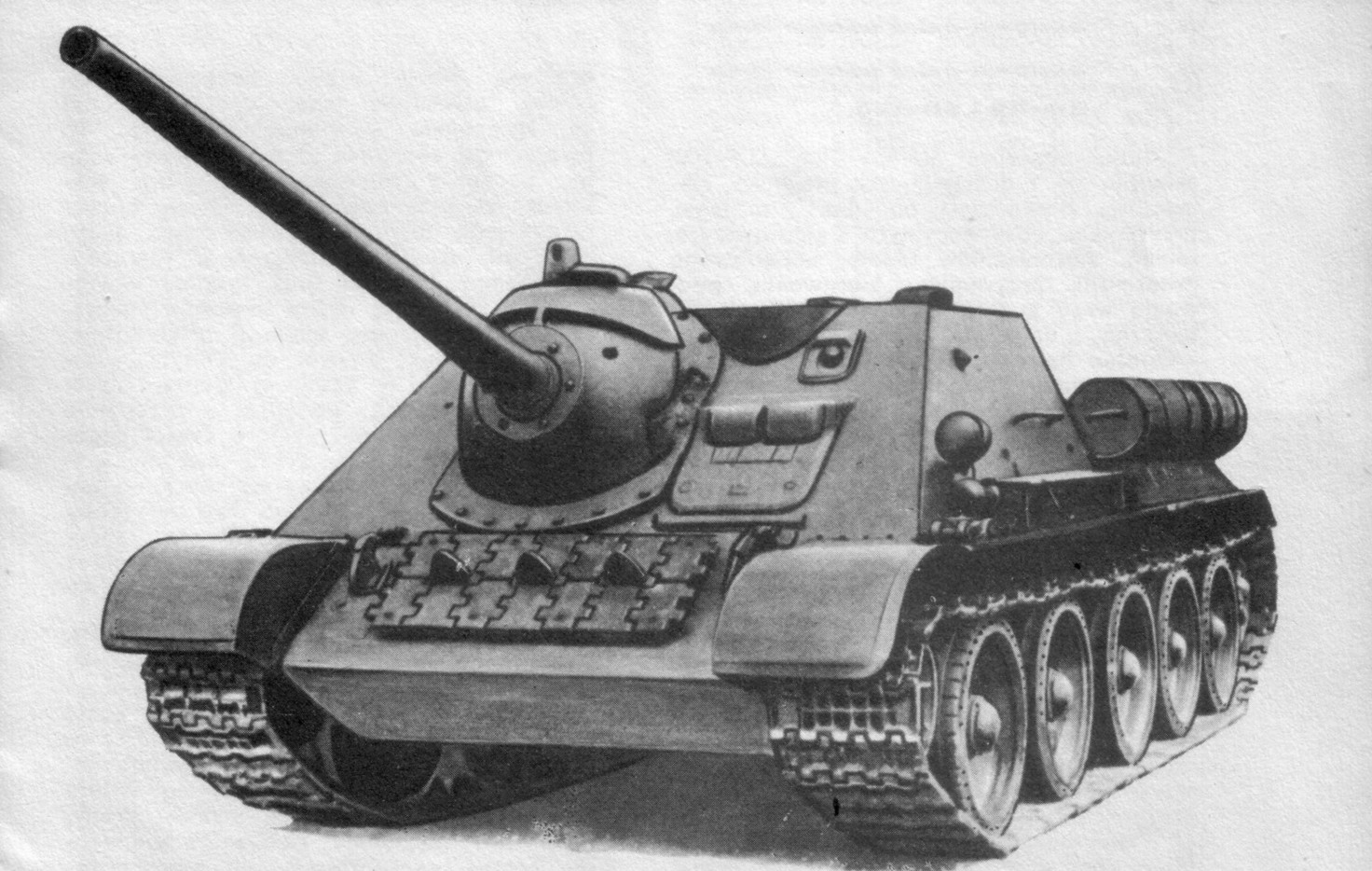
Винищувач танків СУ-85, спадкоємець СУ-122 в серійному виробництві

Ранньою весною 1943 року був підданий тестовому обстрілу захоплений в попередніх боях новий німецький важкий танк PzKpfw VI Ausf.H «Тигр». Результати обстрілу виявилися абсолютно невтішними для радянської танкової і протитанкової артилерії — на дистанціях понад 500 м броня «Тигра» не пробивалася будь-яким існуючими тоді 45-мм або 76-мм боєприпасами. Передбачалося, що СУ-122 стануть дієвою зброєю проти нових важких танків супротивника, оскільки 122-мм кумулятивний снаряд БП-460А впевнено пробивав по нормалі броньову плиту товщиною до 140 мм. Однак на практичних стрільбах у квітні 1943 року з польової гаубиці М-30 по нерухомому трофейному танку з дистанції 500—600 метрів з 15 пострілів не вдалося добитися жодного попадання в цю мішень. Це фактично поставило хрест, хоча і не відразу, на подальшому розвитку великокаліберних гармат з низькою балістикою, призначених для установки в танк або САУ.
Для вирішення цієї проблеми постанова ГКО № 3187 15 квітня 1943 вимагала якнайшвидшої розробки спеціалізованих, повністю броньованих винищувачів танків, здатних пробити по нормалі броню товщиною 90-120 мм на дистанції від 500 м до 1 км. Постанова ДКО № 3289сс від 5 травня 1943 конкретизувала ці вимоги в необхідності створення 85-мм самохідної гармати з балістикою зенітної гармати того ж калібру зр. 1938 р. (52-К) і монтажі нової артсистеми на базі Т-34. Останнє завдання доручалося УЗВМ, і в найкоротші терміни на базі дослідної СУ-122М були побудовані кілька прототипів винищувача танків з 85-мм гарматою. Один з цих прототипів оснастили не 85-мм гарматою, а дослідною 122-мм танковою гаубицею Д-6 розробки заводу № 9 з клиновим затвором. Ця машина одержала індекс СУ-122-III і, разом з рештою прототипів, пройшла заводські випробування 20 — 25 червня 1943 року. Гармата Д-6 виявилася ненадійною, і після численних її поломок СУ-122-III була знята з випробувань. Те ж саме повторилося і на державних випробуваннях 25 липня 1943 року на Гороховецькому полігоні. Висновок комісії щодо гармати Д-6 був ультиматний — всі роботи по ній припинити, що незабаром отримало підтвердження у вигляді наказу по Народного комісаріату озброєнь: припинити всі подальші роботи над 122-мм і 152-мм гаубицями для озброєння танків і самохідок. Всі сили були кинуті на негайне доведення 85-мм гармати, і на цьому розвиток СУ-122 було остаточно завершено.

## Опис конструкції

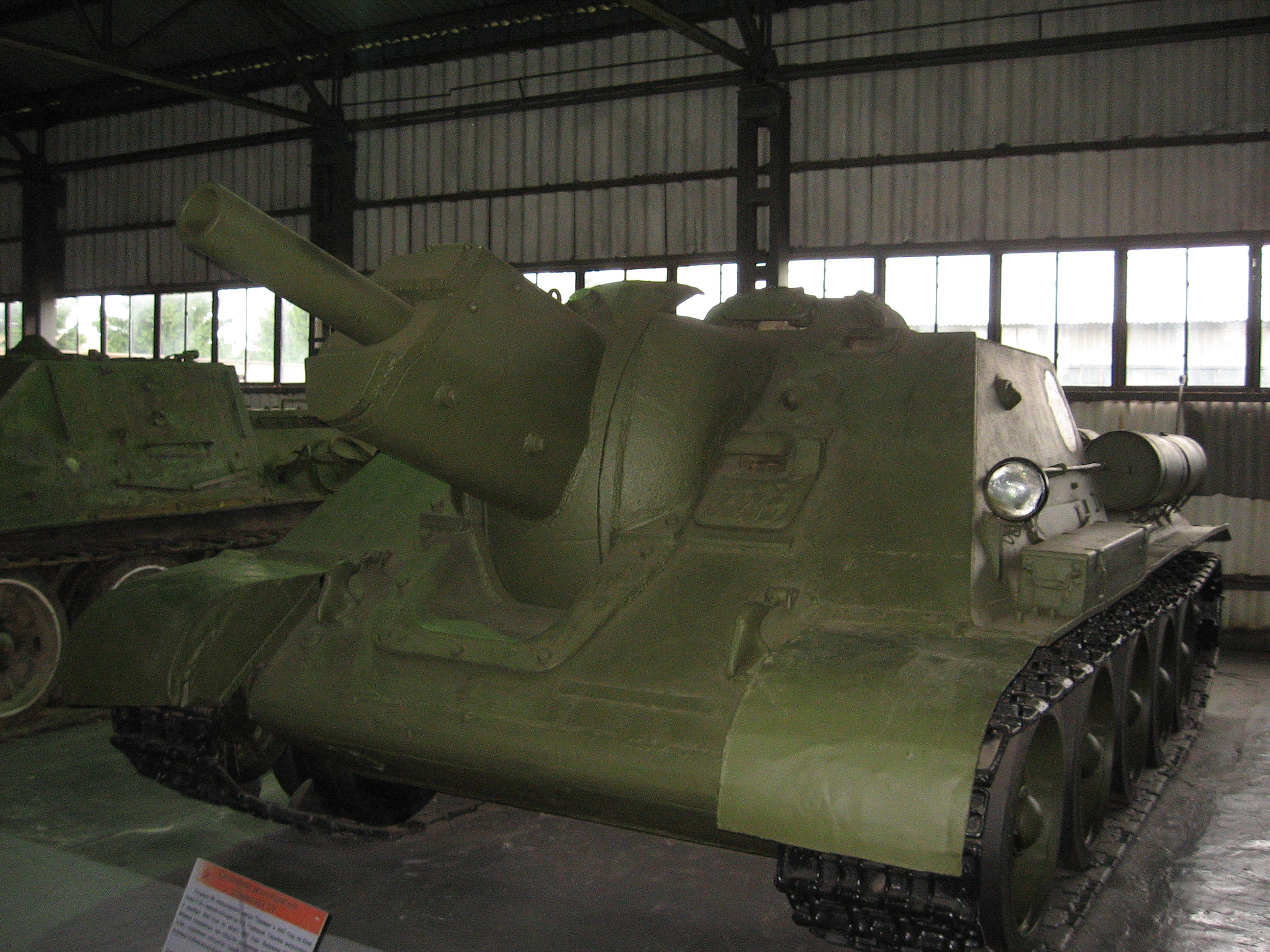
Самохідна установка СУ-122

Самохідна артилерійська установка СУ-122 мала ту ж компоновку, що і всі інші серійні радянські САУ періоду Німецько-радянської війни за винятком СУ-76. Повністю броньований корпус був розділений на дві частини. Екіпаж, гармата і боєзапас розміщувалися попереду в броньовій рубці, яка поєднувала бойове відділення та відділення управління. Двигун і трансмісія були встановлені в кормі машини. Три члени екіпажу перебували зліва від гармати: попереду механік-водій, потім навідник, і ззаду — заряджаючий, а два інших — командир машини та замковий — праворуч. Паливні баки розташовувалися уздовж бортів між шахтами вузлів індивідуальної пружинної підвіски, в тому числі і в жилому просторі машини. Останнє негативно позначалося на вибухобезпеці і виживаності екіпажу в разі ураження САУ ворожим снарядом.

### Броньовий корпус і рубка

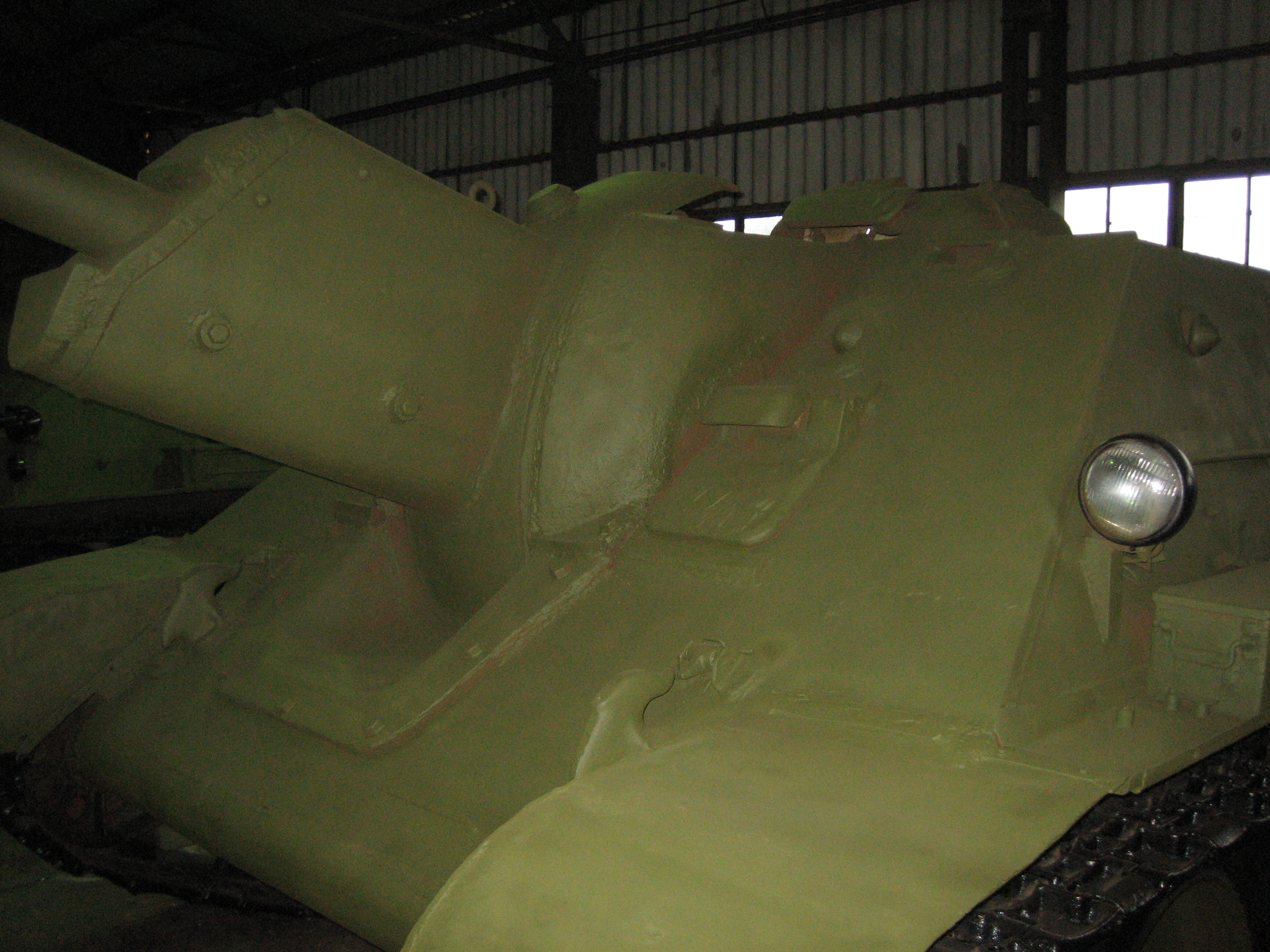
Люк механіка-водія, оглядова башточка панорамного прицілу

Броньовий корпус і рубка самохідної установки зварювалися з вальцьованих броньових плит товщиною 45, 40, 20 і 15 мм. Броньовий захист малодиференційований, протиснарядний. Броньові плити рубки встановлювалися під раціональними кутами нахилу. На прототипі і перших серійних самохідках лобова частина рубки збиралася з двох бронеплит під різними кутами нахилу, згодом її замінили на єдину деталь, встановлену під кутом 50° до нормалі. Для зручності технічного обслуговування надмоторні броньові плити були виконані знімними, а верхня кормова деталь — відкидною на петлях. У корпусі була прорізана досить велика кількість отворів для стрільби з особистої зброї, установки осей і цапф балансирів підвіски, антенного вводу, горловин паливних баків, оглядових приладів та прицілів, зливу палива і масла. Ряд з них закривався броньовими кришками або пробками, виведені через верхню кормову деталь вихлопні труби захищалися двома броньовими ковпаками. Оглядові прилади на лобовій і бортових плитах рубки мали броньові козирки для свого захисту. Для забезпечення доступу до вузлів і агрегатів двигуна і трансмісії на даху моторного відділення був зроблений ряд лючків, а у верхній кормовій деталі — великий круглий відкидний люк. У даху рубки були зроблені два великих отвори — під оглядову башточку панорамного прицілу і люк для посадки-висадки екіпажу САУ. Останній (не рахуючи аварійного люка в днищі) був єдиним засобом покинути машину, оскільки люк механіка-водія на лобовій бронеплиті рубки призначався тільки для спостереження — бронювання противідкатних пристроїв гаубиці не давала йому можливості відкриватися повністю. Це сильно ускладнювало евакуацію екіпажу з підбитої машини.
До броньової рубки і корпусу приварювалися поручні для танкового десанту, а також бонки і кронштейни для кріплення додаткових паливних баків і деяких елементів набору запасних частин, інвентарю і приладь до машини. Інші його компоненти укладалися на надгусеничних полицях або в бойовому відділенні самохідки.

### Озброєння

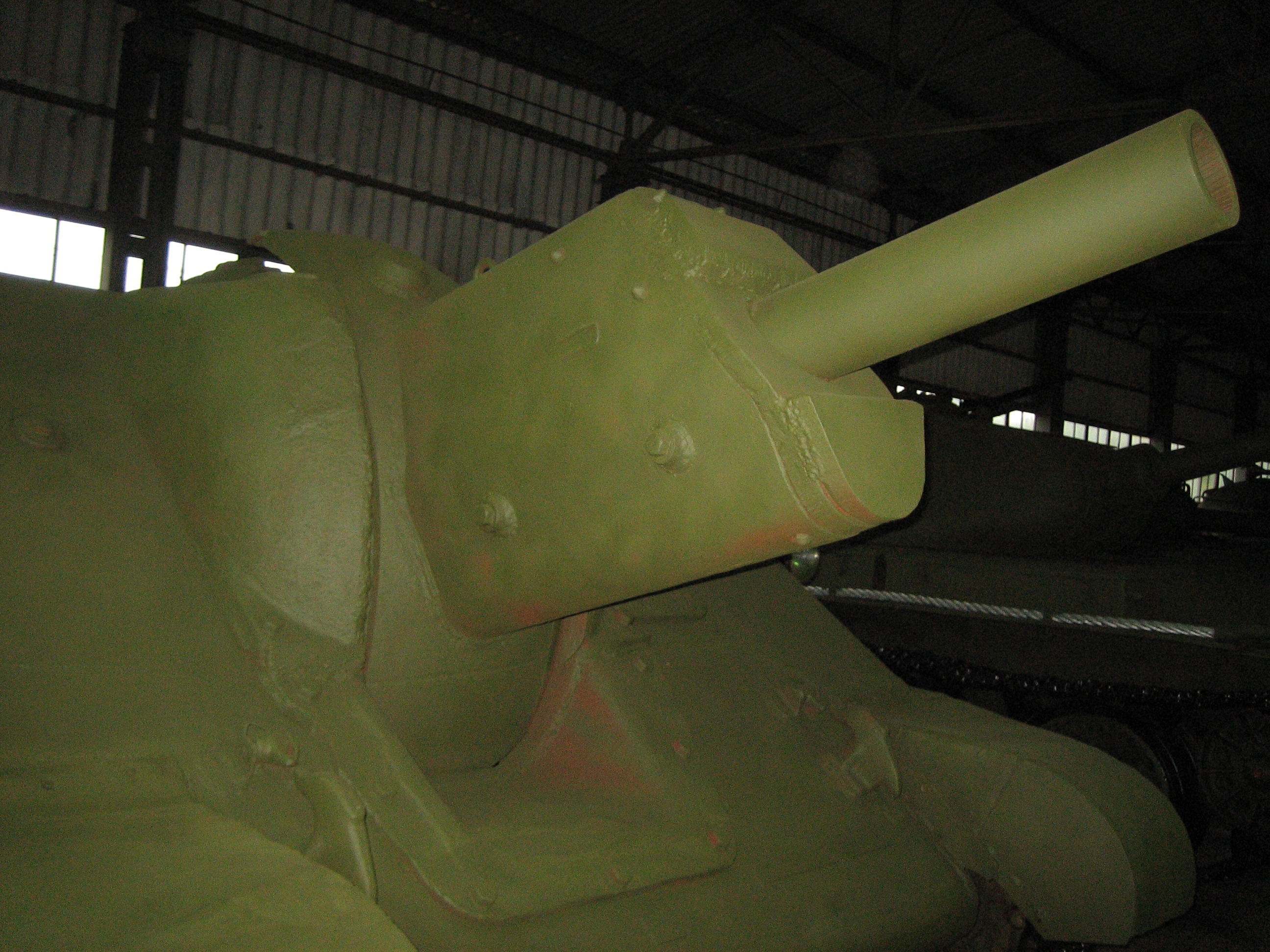
Бронювання противідкатних пристроїв і гаубиця М-30С крупним планом

Основним озброєнням СУ-122 була модифікація М-30С нарізної 122-мм дивізійної гаубиці зр. 1938 р. (М-30). Відмінності між хитними частинами самохідного і буксируваного варіантів були невеликими, викликані необхідністю підгонки гармати під монтаж в обмеженому бойовому відділенні самохідки. Зокрема, від польової гаубиці М-30 зберігалося рознесене по різні боки ствола розміщення органів управління механізмами наведення, що вимагало наявності двох навідників в екіпажі. Гармата монтувалося на тумбовій установці, підкріплена поперечною балкою праворуч від площини поздовжньої симетрії машини. Гаубиця М-30С мала ствол довжиною 22,7 калібру, дальність стрільби прямою наводкою досягала 3,6 км, максимально можлива — 8 км. Діапазон кутів підвищення становив від −3° до +25°, сектор горизонтального обстрілу був обмежений 20°. Поворотний механізм гармати гвинтового типу, його маховик розташовувався зліва від ствола і обслуговувався навідником. Підйомний механізм — секторного типу з маховиком праворуч від ствола, обслуговувався командиром САУ. Спуск гаубиці механічний ручний.
Боєкомплект гармати становив 40 (32-35 для ранніх варіантів) пострілів роздільно-гільзового заряджання. Снаряди і метальні заряди в гільзах укладалися вздовж бортів і задньої стінки бойового відділення самохідки. Скорострільність гармати — 2-3 постріли в хвилину. До складу боєкомплекту могли входити практично всі 122-мм гаубичні снаряди, але на практиці в переважній більшості випадків використовувалися тільки осколково-фугасні і кумулятивні:
| Номенклатура боєприпасів                              |            |                  |             |                          |                       |
| Тип                                                   | Позначення | Вага снаряду, кг | Вага ВР, кг | Початкова швидкість, м/с | Дальність таблична, м |
| Кумулятивні снаряди                                   |            |                  |             |                          |                       |
| Кумулятивний снаряд (на озброєнні з травня 1943 року) | БП-460А    | 13,4             | ?           | 335 (заряд № 4)          | 2000                  |
| Осколково-фугасні снаряди                             |            |                  |             |                          |                       |
| Сталева осколково-фугасна граната                     | ОФ-462     | 21,76            | 3,67        | 515                      | 8000                  |

Кумулятивний снаряд БП-460А пробивав під кутом 90° броню завтовшки до 100-160 мм (в різних джерелах наводяться різні дані, під час його вдосконалення застосовувалися різні матеріали облицювання воронки, від яких залежала пробивна здатність кумулятивного струменя).
Для самооборони екіпаж забезпечувався двома пістолет-кулеметами ППШ-41 з 21 диском (1491 патрон) і 20 ручними гранатами Ф-1. У ряді випадків до цього озброєнню додавався пістолет для стрільби сигнальними ракетами.

### Двигун
СУ-122 оснащувалася чотиритактним V-подібним дванадцятициліндровим дизельним двигуном рідинного охолодження В-2-34. Максимальна потужність двигуна — 500 к.с. при 1800 об / хв, номінальна — 450 к.с. при 1750 об / хв, експлуатаційна — 400 к.с. при 1700 об / хв. Пуск мотора проводився стартером СТ-700 потужністю 15 к.с. (11 кВт) або стисненим повітрям з двох балонів. Дизель В-2-34 оснащувався двома повітряочисниками типу «Циклон», два трубчастих радіатори системи охолодження двигуна встановлювалися по обидва боки від нього. Внутрішні паливні баки на СУ-122 розташовувалися по бортах корпусу, в проміжках між кожухами пружин підвіски, їх загальна місткість становила 500 л. Також СУ-122 комплектувалися чотирма зовнішніми додатковими циліндричними паливними баками, по два вздовж бортів моторно-трансмісійного відділення і не пов'язаними з паливною системою двигуна. Кожен з них мав місткість на 90 л палива. Запасу палива у внутрішніх баках вистачало на 600 км ходу по шосе.

### Трансмісія
Самохідна артилерійська установка СУ-122 оснащувалася механічною трансмісією, до складу якої входили:
- Багатодисковий головний фрикціон сухого тертя «сталь по сталі»;
- П'ятиступінчаста коробка передач з постійним зачепленням шестерень (5 передач вперед і 1 назад);
- Два багатодискових бортових фрикціони з сухим тертям «сталь по сталі» і стрічковими гальмами з накладками з феродо;
- Два простих однорядних бортових редуктори.

Всі приводи керування трансмісією — механічні, механік-водій керував поворотом і гальмуванням САУ двома важелями під обидві руки по обидва боки свого робочого місця.

### Ходова частина

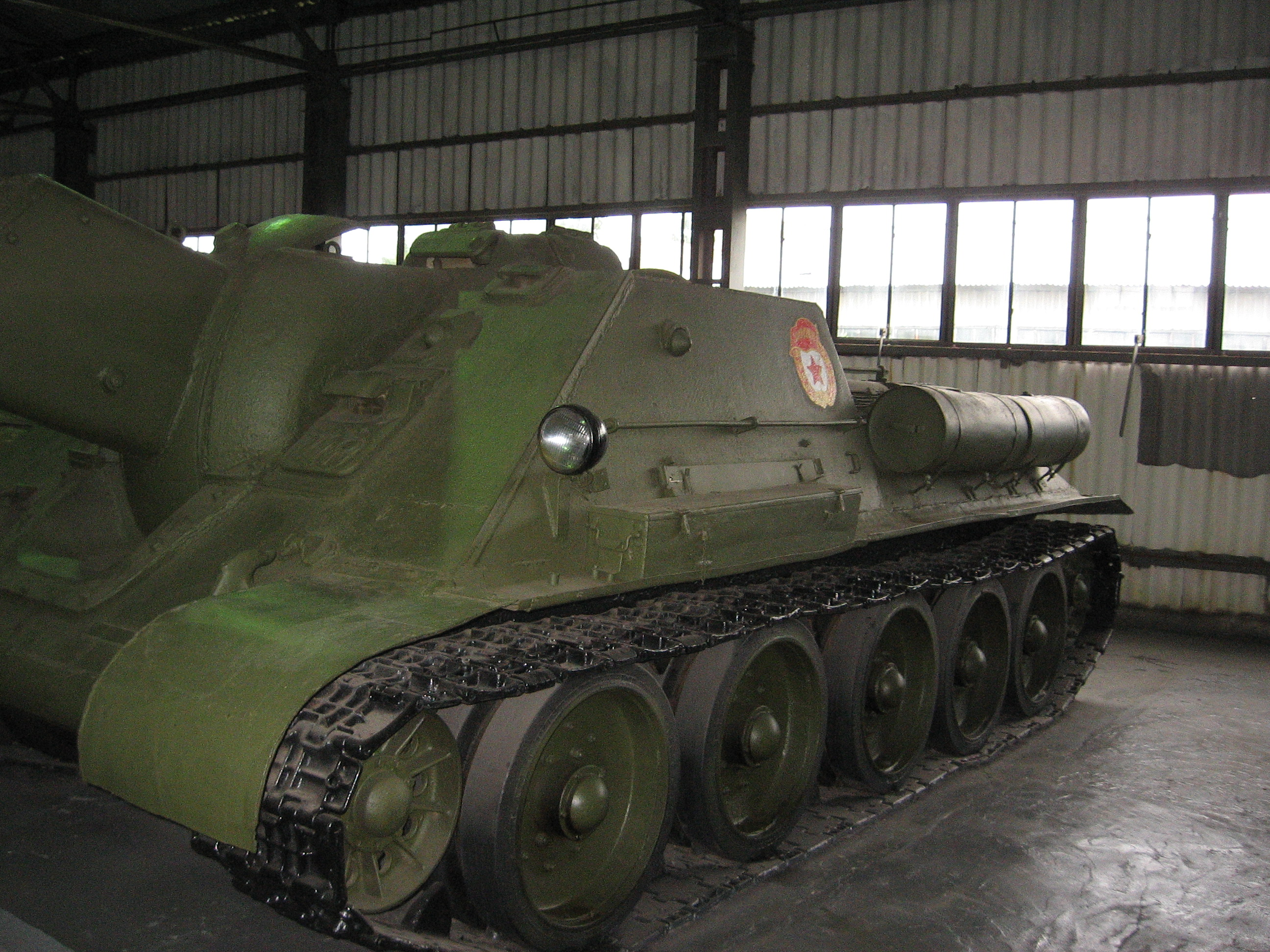
Ходова частина СУ-122

Ходова частина самохідної артилерійської установки була майже ідентична базовому танку Т-34. Стосовно до одного борту, до її складу входили 5 двоскатних опорних котків великого діаметра (830 мм) з гумовими бандажами, ведуче колесо і лінивець. Підтримуючі котки були відсутні, верхня гілка гусеничної стрічки спиралася на опорні котки машини. Тягові колеса гребневого зачеплення розташовувалися позаду, а лінивці з механізмом натягнення гусениці — спереду. Гусенична стрічка складалася з 72 штампованих сталевих траків шириною 500 мм з розташуванням траків з гребенем і без нього по черзі. Для поліпшення прохідності на траки могли встановлюватися ґрунтозачепи різної конструкції, що кріпилися болтами до кожного четвертого або шостого трака.

### Протипожежне обладнання
Самохідно-артилерійська установка оснащувалася стандартним для радянської бронетехніки тетрахлорним переносним вогнегасником. Гасіння пожежі в машині потрібно було виконувати в протигазах — при попаданні тетрахлориду вуглецю на гарячі поверхні відбувалася хімічна реакція часткового заміщення хлору атмосферним киснем з утворенням фосгену — сильнодіючої отруйної речовини задушливої дії.

### Приціли та прилади спостереження
Прицілом гаубиці М-30С служила штатна панорама Герца буксируваної версії гармати, забезпечена подовжувачем для можливості спостереження через оглядову башту на даху машини. У бою механік-водій використовував перископічний оглядовий прилад в кришці оглядового люка на лобовій бронедеталі рубки, в спокійній похідній обстановці цей люк міг бути відкритий для прямого спостереження за оточуючою машину обстановкою. Робоче місце командира оснащувалося командирською панорамою ПТК, встановленою на даху рубки. Додаткові дзеркальні оглядові прилади були встановлені в лобовій, кормовій і правій бронеплитах рубки.

### Електрообладнання
Електропроводка в самохідної артилерійської установки СУ-122 була однопровідною, другим проводом служив бронекорпус машини; тільки коло аварійного освітлення виконувалися по двопровідній схемі. Джерелами електроенергії (робочі напруги 24 і 12 В) були генератор ГТ-4563А з реле-регулятором РРА-24Ф потужністю 1 кВт і чотири акумуляторних батареї марки 6-СТЕ-128 послідовно-паралельного з'єднання загальної ємності 256 А·год. Споживачі електроенергії складалися:
- Зовнішнє та внутрішнє освітлення машини, прилад підсвічування прицільних шкал;
- Контрольно-вимірювальні прилади (амперметр і вольтметр);
- Зовнішній звуковий сигнал;
- Засоби зв'язку — радіостанція 9Р і танковий переговорний пристрій ТПУ-3Ф;
- Електрика моторної групи — стартер СТ-700, пускове реле та ін[15].

### Засоби зв'язку
Засоби зв'язку самохідно-артилерійської установки включали в себе радіостанцію 9Р і танковий переговорний пристрій ТПУ-3Ф.
Радіостанція 9Р являла собою комплект із передавача, приймача і умформерів (одноякорних мотор-генераторів) для їх живлення, що приєднуються до бортової електромережі напругою 12 В. З технічної точки зору вона була симплексною ламповою короткохвильовою гетеродинною радіостанцією вихідною потужністю 20 Вт, що працює на передачу в діапазоні частот від 4 до 5,625 МГц (відповідно довжини хвиль від 53,3 до 75 м), а на прийом — від 3,75 до 6 МГц (довжини хвиль від 50 до 80 м). Різний діапазон передавача і приймача пояснювався тією обставиною, що для двостороннього зв'язку «САУ — САУ» призначався діапазон 4-5,625 МГц, а розширений діапазон приймача використовувався для однобічного зв'язку «штаб — САУ». На стоянці дальність зв'язку в телефонному режимі (голосовий, амплітудна модуляція несучої) при відсутності перешкод досягала 15-25 км, в русі вона незначно зменшувалася. Телеграфний режим передачі інформації у радіостанції 9Р відсутній.
Танковий переговорний пристрій ТПУ-3Ф дозволяв вести переговори між членами екіпажу САУ навіть в сильно зашумленій обстановці і підключати шоломофонну гарнітуру (головні телефони і ларингофони) до радіостанції для зовнішнього зв'язку.

## Модифікації
Самохідно-артилерійська установка СУ-122 (а також її прототип У-35 і дослідні варіанти СУ-122М, СУ-122-III) мали базою ходову частину середнього танка Т-34 та озброєння з адаптованою для застосування в ній 122-мм гаубиці зр. 1938 М-30С або еквівалентних їй по балістиці спеціалізованих гармат. Відомі під індексами СУ-122П і СУ-122-54 самохідки не є модифікаціями оригінальної СУ-122: перша з них фактично являє собою СУ-100, переозброєа на 122-мм довгоствольну гармату Д-25С (хоча і відноситься до подальшого розвитку лінійки середніх САУ, що починається з СУ-122), а друга і зовсім базується на післявоєнному танку Т-54. Також іноді в літературі 1970-х років під індексом СУ-122 мається на увазі самохідна гаубиця 2С1 «Гвоздика». Наявна в ряді джерел інформація про існування модифікації СУ-122 на базі більш пізньої СУ-100 не знаходять свого підтвердження в працях істориків М. М. Свірін та І. Г. Желтова з колегами, що присвятили кілька своїх книг історії радянської самохідної артилерії і бойовим машинам на базі середнього танка Т-34 відповідно.

### Прототип
У-35 — єдиний дослідний зразок, побудований в ході робіт зі створення середнього штурмової гармати на базі танку Т-34, використовував у своїй конструкції більш ранні напрацювання У-33 і У-34 УЗВМ і заводу № 9 відповідно. В ході випробувань в цілому довів свою придатність для вирішення поставлених перед машиною такого класу задач і володів достатнім потенціалом для подальшого розвитку, в результаті чого був прийнятий на озброєння РСЧА і послужив прототипом для серійних СУ-122. Однак він же внаслідок поспіху при створенні володів великим списком недоробок і недоліків, особливо в плані обсягу і ергономіки бойового відділення, які довелося усувати вже під час серійного виробництва.

### Серійні
Офіційно самохідно-артилерійська установка СУ-122 випускалася в одному єдиному варіанті і не мала позначень своїх модифікацій. Проте зважаючи спішного остаточного етапу розробки машини та негайної постановки її на конвеєр виявлені під час випробувань недоліки довелося усувати вже в процесі серійного випуску. Тому машини настановної і перших наступних серій помітно відрізнялися від остаточно відпрацьованої моделі САУ випуску літа 1943 року. До найбільш важливих відмінностей самохідок настановної серії відносяться «ламана» лобова деталь рубки з двох бронеплит з різними кутами нахилу, наявність командирської башточки і відсутність вентиляторів бойового відділення. Надалі послідовно було здійснено перехід до машин з єдиною лобовою бронеплитою рубки, вдосконаленою маскою гармати, встановленими вентилятором і командирським приладом спостереження ПТК замість башточки. Однак всі ці зміни вводилися не одномоментно і САУ різних серій представляли собою різні перехідні варіанти від настановної серії до остаточної моделі.

### Дослідні
- СУ-122М — перша спроба конструкторів УЗВМ на чолі з М. В. Куріним подолати найбільш суттєвий компонувальний недолік серійних СУ-122 — тумбову установку польової гаубиці М-30, яка значно зменшувала вільний внутрішній простір в бойовому відділенні і вимагала для своєї наводки двох членів екіпажу. Для вирішення проблеми в машину була встановлена нова гаубиця У-11 (інше позначення Д-11) виробництва заводу № 9 з клиновим затвором в монтуванні рамного типу. Разом з розширеними до зовнішнього габариту гусениць надгусеничними полицями це дозволило істотно збільшити вільний простір усередині бойового відділення і поліпшити його ергономіку. Так як всі органи управління наводкою гаубиці У-11 знаходилися тільки зліва від ствола, то відпала потреба в другому навіднику і екіпаж СУ-122М становив п'ять чоловік замість шести у серійних СУ-122. Кульовий броньовий захист гаубиці був виконаний більш компактно і менш масивно в порівнянні з бронезахистом серійних самохідок, що дозволило більш рівномірно розподілити навантаження на опорні котки, поліпшити огляд і зробити повноцінний люк-лаз в лобовій плиті рубки для механіка-водія. Маса СУ-122М підвищилася до 31,4 тонн проти 29,6 тонн у серійних СУ-122. Незважаючи на те, що вона не перевищила значення для базового танка, її визнали для САУ надмірною і разом з високою вартістю нової машини це послужило підставою для відправки СУ-122М на доопрацювання. В результаті СУ-122М залишилася в єдиному екземплярі, на озброєння РСЧА і в серійне виробництво не приймалася. Отриманий під час робіт досвід виявився затребуваним згодом при створенні винищувача танків СУ-85, в конструкції якого були застосовані деякі вдалі технічні рішення від СУ-122М[15].
- СУ-122-III — друга спроба конструкторів УЗВМ під керівництвом Л. І. Горлицького і М. В. Куріна розробити штурмову гармату з установкою 122-мм гаубиці рамного типу. Ця машина за своєю суттю була одним з передсерійних дослідних зразків СУ-85, озброєна новою 122-мм гарматою Д-6 конструкції заводу № 9, ідентичною з балістики гаубиці М-30. За іншими елементами своєї конструкції самохідка була подальшим розвитком СУ-122М, за винятком броньовий рубки — від широких надгусеничних полиць відмовилися, повернувшись до вихідного її варіанту. По ходу спільних випробувань з іншими прототипами у СУ-122-III трапилося кілька відмов гармати і пішов наказ про завершення робіт над цією самохідкою та зосередженні всіх сил на доведенні дослідного винищувача танків СУ-85-II. На озброєння РККА і в серійне виробництво СУ-122-III не приймалася[14][23].

## Організаційно-штатна структура
Оскільки самохідна артилерія в РККА була новим родом військ, то на порядок денний при формуванні її частин постало питання про їх організацію та підпорядкування. У листопаді 1942 року було вирішено, що всі завдання по формуванню і використанню частин самохідної артилерії, а також підготовці для них особового складу будуть належати до компетенції начальника артилерії РККА. Так як в артилерії широко використовувалася і була зручною в тактичному та організаційному плані полкова структура, то її розповсюдили і на самохідників. З точки зору ієрархії підпорядкування всі сформовані частини самохідної артилерії повинні були належати резерву Верховного Головнокомандування (РВГК).
На початку грудня був затверджений штат самохідно-артилерійського полку (САП) № 08/158 шестибатарейного складу. Чотири батареї озброювалися легкими САУ СУ-76, по чотири машини у кожній батареї плюс ще одна командирська і дві — середніми СУ-122, також по чотири машини у кожній батареї. Всього особовий склад повністю укомплектованого САП штату № 08/158 налічував 307 осіб. Перші узяли участь у боях на Волховському фронті 1433-й і 1434-й САП були сформовані з цього штату.
Бойовий досвід, набутий у ході застосування цих полків, був підданий серйозному аналізу, оскільки в його підсумку розкрився цілий ряд прорахунків та недоліків матеріальної частини. Велика кількість поломок СУ-76 внаслідок конструктивної помилки їх моторної групи призвела до зупинки їхнього серійного виробництва та частини самохідної артилерії в очікуванні майбутньої літньої кампанії виявилися недоукомплектованими. Виходячи з цього була проведена корекція організаційно-штатної структури САП із зменшенням в ньому загальної чисельності самохідок до 20 машин, причому частка СУ-122 при цьому значно зросла. Згідно зі штатом № 08/191, прийнятим на початку 1943 року, САП складався з п'яти батарей по чотири установки, з яких три батареї озброювалися СУ-122, а дві — СУ-76 при чисельності особового складу в 289 осіб. Другим важливим чинником у визначенні необхідної структури частин самохідної артилерії стало усвідомлення того факту, що ні танкісти, ні артилеристи не володіють окремо повноцінним набором навичок для правильного застосування САУ. Тому в лютому 1943 року був відкритий перший навчальний центр самохідної артилерії для підготовки особового складу, згодом за ним були організовані й інші по мірі зростання потреби в відповідного роду кадрах. Останньою зміною організаційного плану за результатами першого бойового досвіду стало перепідпорядкування частин самохідної артилерії командувачу бронетанковими і механізованими частинами РСЧА. Причиною цього послужила відсутність дизельного палива, евакуаційних засобів, запасних частин, можливостей для ремонту пошкодженої матеріальної частини та відповідного постачання у артилеристів.
Перше масове застосування САП, сформованих по штатах № 08/158 і 08/191, виявило ще один їхній явний недолік — різнотипна матеріальна частина (СУ-122 і СУ-76) вимагали різних паливно-мастильних матеріалів, запасних частин, снарядів. Все це тільки ускладнювало роботу постачальників і ремонтників, для усунення цієї серйозної слабкості вимагалося оснащення САП однотипними машинами. У результаті в квітні 1943 року був прийнятий новий штат № 010/453 для середнього САП з чотирьох батарей по 4 СУ-122 і 1 командирського танка Т-34. Його детальна структура виглядала наступним чином:
- Командир САП:
  - Батареї:
    - 1-ша батарея (4 СУ-122);
    - 2-га батарея (4 СУ-122);
    - 3-тя батарея (4 СУ-122);
    - 4-та батарея (4 СУ-122).

  - Штаб полку:
    - Взвод управління (1 Т-34 і 1 БА-64);

  - Служби тилу:
    - Полковий медпункт;
    - Господарське відділення;
    - Взводи:
      - Транспортний взвод;
      - Ремонтний взвод;
      - Взвод боєпостачання[27].

Ця організаційно-штатна структура САП проіснувала аж до кінця війни, але починаючи з вересня 1943 року СУ-122 почали в ній заміщатися на СУ-85.

## Бойове застосування
У грудні 1942 року були сформовані два перших самохідно-артилерійські полки (1433-й і 1434-й) по штату № 08/158, а до 1 січня 1943 року в них надійшли перші серійні СУ-122. Згідно з наказом наркома оборони від 10 січня, САП повинні були передаватися танковим і механізованим корпусам, але в зв'язку з початком операції «Іскра», два перших САП рішенням Ставки Верховного Головнокомандування були в кінці січня відправлені на Волховський фронт для використання в ролі засобу підтримки піхоти і танків. Разом з самохідниками на фронт вирушила комісія НКТП під керівництвом С. О. Гінзбурга і ряд заводських фахівців. Перші бойові випробування пройшли з 3 по 12 лютого 1943 року, головною їх метою стало відпрацювання тактики застосування САУ. Найбільш вдалим її варіантом стало використання самохідок для підтримки наступаючих танків або піхоти вогнем з коротких зупинок, перебуваючи позаду від них на відстані 300—600 метрів. По ходу прориву ворожої лінії оборони таким чином здійснювалося придушення вогневих точок противника, а після — протидія його танковим контратакам. В ході випробувань самохідки виконували стрільби також із закритих позицій, але зважаючи на позиційний характер бойових дій таке їх застосування було дуже рідкісним, вогнева підтримка наявних буксируємих дивізійних гармат була цілком достатньою.
Після завершення перших 10 днів боїв екіпажі, сформовані із заводських фахівців, були замінені звичайними військовими. Всім, хто брав участь в операції, співробітникам УЗВМ і підприємству в цілому була оголошена подяка від командування за зразкове виконання завдань, а водій-випробувач УЗВМ Болдирєв, який побував у бою, був удостоєний нагородження медаллю «За бойові заслуги». Починаючи з 13 лютого 1943 року 1433-й і 1434-й САП з фронтовими екіпажами брали участь в боях близько Смердині по підготовці зняття блокади Ленінграда. В ході боїв, що тривали п'ять-шість днів, полки зруйнували 47 дзотів, придушили 5 мінометних батарей супротивника, знищили 14 протитанкових гармат і від 19 до 28 автомобілів, спалили 4 склади боєприпасів. Ці успіхи викликали багато позитивних відгуків, але також було висловлено багато побажань щодо вдосконалення конструкції СУ-122. Основними вимогами були поліпшення огляду екіпажу та засобів внутрішнього зв'язку. Претензії до надійності, крім загальних для того часу проблем із моторно-трансмісійної групою і ходовою частиною базового Т-34, включали в себе поломки гармати і механізмів її наводки.
У березні 1943 року по штату № 08/191 були сформовані ще два САП, 1435-й і 1437-й, які брали участь у боях на Західному фронті. Трохи пізніше був сформований 1439-й САП, спрямований на Ленінградський фронт. Підготовленість і бойова згуртованість самохідно-артилерійських підрозділів на перших порах була невисокою, наприклад, помічник командира 1434-го САП на нараді 18 травня говорив про командирів батарей, що ті «керують машиною так, як ніби в полку коні, а не гармати на гусеничній базі». Навесні-влітку 1943 року продовжилося формування САП, але займалися цим вже не артилеристи, а танкісти. І в результаті вже відпрацьована і зарекомендована тактика змінилася на прямо протилежну — під час бою САУ (як СУ-122, так і СУ-76) йшли в першій лінії, прикриваючи собою танки. Часто практикувалися атаки з використанням самохідок в ролі безбаштових танків замість втраченої раніше «нормальної» матеріальної частини. У ряді танкових частин тактична грамотність командирів була настільки низькою, що у відповідь рапортуючого про прибуття для підтримки їх частин самохідникам заявлялося: "Для підтримки чого? Штанів? " В результаті втрати непристосованих для бою в першій лінії САУ (з вузьким сектором вогню головного озброєння, без кулеметів і з недостатнім для таких завдань бронюванням і оглядом) були великі. Під час підготовки Курської битви командування розраховувало на СУ-122 як дієвий засіб проти нової важкої бронетехніки противника, але реальні успіхи самохідок на цьому терені виявилися скромними, а втрати великими. Але були й успіхи, причому навіть без використання кумулятивних снарядів:

… Гауптман фон Віллербоіс, командир 10-ї роти, був важко поранений під час цього бою. Його Тигр отримав в цілому вісім влучень 122-мм снарядів від штурмових гармат на базі танка Т-34. Один снаряд пробив бортову броню корпуса. В башту потрапило шість снарядів, три з яких зробили лише невеликі вм'ятини в броні, два інших розтріскали броню і відкололи невеликі її шматочки. Шостий снаряд відколов величезний шматок броні (розміром з дві долоні), який влетів у бойове відділення танка. Вийшло з ладу електричне коло електроспуску гармати, прилади спостереження були розбиті або вибиті з місць кріплення. Зварений шов башти розійшовся і утворилася півметрова тріщина, яку неможливо було заварити силами польової ремонтної бригади.

До моменту початку Курської битви СУ-122 входили до складу САП змішаного складу за штатом № 08/191. Самохідок всіх типів було небагато — на момент початку битви Воронезький фронт мав всього п'ять самохідно-артилерійських полків, з яких три (два на СУ-122/СУ-76 і один важкий на СУ-152) були додані 6-й і 7-й арміям, а два (один на СУ-122/СУ-76 і один на трофейні САУ Marder III) входили до складу винищувально-протитанкових резервів фронту. 1-ша танкова армія належних їй по штату САУ не мала. Самохідні полки з СУ-122 взяли активну участь в боях Курської битви з самого початку бою — вже 5 липня 1943 батареї 1440-го САП вступили в бої з німецькими військами в районі села Черкаське, зокрема з підрозділами елітної панцергренадерської дивізії « Велика Німеччина», посиленою полком новітніх танків «Пантера». Під час битви Воронезький фронт постійно поповнювався новими військами, в числі яких були і САП з СУ-122 — один у складі 10-го танкового корпусу і два в складі 5-ї гвардійської танкової армії. З числа останніх, 1446-й САП взяв участь у невдалому контрударі під Прохоровкою 12 липня 1943 року самохідки полку, що рухалися в перших рядах наступаючих військ, понесли важкі втрати — з 20 брали участь в бою САУ згоріло 11 машин і було підбито ще 6. Важливу роль у діях в обороні озброєних СУ-122 САП займала контрподготовку — стрільба по скупченнях особового складу і техніки противника з закритих позицій, віддалених на 4-12 км від лінії фронту.
З переходом радянських військ у наступ основним завданням СУ-122 стала їх підтримка. Як правило, СУ-122 використовувалися в ролі штурмових гармат для вогню прямою наводкою, випадки ведення ними вогню із закритих позицій були рідкісні. Найчастіше СУ-122 застосовувалися для підтримки танкових частин, йдучи в атаку разом з ними і знищуючи протитанкові гармати та інші перешкоди наступу.
СУ-122 активно застосовувалися по ходу подальших битв другої половини 1943 року та перших місяців наступного 1944 року. У міру зменшення їх чисельності внаслідок відносно невеликої кількості у військах, припинення серійного випуску і втрат різного роду, вони виводилися зі складу САП, які переозброювалися на СУ-85. Справні або відремонтовані СУ-122 передавалися до складу самих різних частин і підрозділів РККА, де воювали або до свого знищення, або до списання з причини зносу двигуна, агрегатів трансмісії і ходової частини. Наприклад, витяг з «Звіту про бойові дії бронетанкових і механізованих військ 38-ї армії з 24 по 31 січня 1944 року» по 7-му Окремому гвардійському важкому танковому полку (7-й ОГВТП) свідчить:

Згідно з бойовим розпорядженням штабу 17-го корпусу, 5 танків і САУ (3 танки КВ-85 і 2 СУ-122) що залишилися до 7.00 28.01.44 р зайняли кругову оборону в радгоспі ім. Тельмана в готовності до відбиття атак танків противника в напрямку Росоша, радгоспу «Комунар», радгоспу «Більшовик». Близько танків зайняли оборону 50 піхотинців і 2 протитанкові гармати. У супротивника було відзначено скупчення танків південніше Росоша. В 11.30 супротивник, силою до 15 танків Т-6 і 13 середніх і малих у напрямку Росоша та піхотою з півдня, зробив атаку на радгосп ім. Тельмана.
Займаючи вигідні позиції, через укриття будов і стогів, підпустивши танки противника на відстань прямого пострілу, наші танки і САУ відкрили вогонь і розладнали бойові порядки супротивника, підбивши при цьому 6 танків (з них 3 «Тигра») і знищивши до взводу піхоти. Для ліквідації німецької піхоти що прорвалася зі складу радянського угруповання був виділений КВ-85 ст. лейтенанта Кулешова, який вогнем і гусеницями виконав своє завдання. До 13 години того ж дня німецькі війська, не наважуючись атакувати радянський полк в лоб, обійшли радгосп ім. Тельмана і завершили оточення радянського угруповання.
Бій наших танків в оточенні проти переважаючих сил противника характеризується надзвичайним умінням і героїзмом наших танкістів. Танкова група (3 КВ-85 і 2 СУ-122) під командуванням командира роти гвардії ст. лейтенанта Подуста, обороняючи радгосп імені Тельмана, одночасно не давала німецьким військам перекидати війська в інші райони боїв. Танки часто міняли вогневі позиції і вели прицільний вогонь по німецьким танкам, а СУ-122, виходячи на відкриті позиції, розстрілювали піхоту, посаджену на транспортери що рухалася по дорозі на Ільїнці, перепиняли свободу маневру німецьким танкам і піхоті, а, головне, сприяли виходу з оточення частин 17-го стрілецького корпусу. До 19.30 танки продовжували вести бій в оточенні, хоча піхоти у радгоспі вже не було. Маневр і інтенсивний вогонь, а також використання укриттів для ведення вогню дозволило майже не понести ніяких втрат (крім 2 поранених), завдавши противнику відчутних втрат у живій силі і техніці. За 28.01.44 р підбито і знищено танків «Тигр» — 5 штук, Т-4 — 5 шт., Т-3 — 2 шт., бронетранспортерів — 7 шт., протитанкових гармат — 6 шт., кулеметних точок — 4, возів з кіньми — 28, піхоти — до 3-х взводів.
О 20.00 танкова група зробила прорив з оточення і до 22.00 після вогневого бою вийшла в розташування радянських військ, втративши 1 СУ-122 (згоріла).

Наприкінці 1943 — початку 1944 року СУ-122 ще порівняно активно застосовувалися на Калінінському і Білоруському фронтах, тоді як в Україні були СУ-122 були вже виведені з ладу. Але вже в квітні 1944 року СУ-122 стали рідкісними машинами в радянському парку бронетехніки, а до кінця війни вціліли поодинокі самохідки цього типу, які, тим не менш, взяли участь в Берлінської битві — так, в складі 4-ї гвардійської танкової армії на 15 квітня 1945 року було дві СУ-122, у складі 7-го гвардійського механізованого корпусу на ту ж дату — п'ять таких САУ, дві з яких пізніше були втрачені від поразки фаустпатронами під час вуличних боїв Бауценської операції.
Незначна кількість СУ-122 було захоплено і німецькими військами, привласнивши їм позначення  StuG SU122 (r) і використали згодом в боях.

## На озброєнні
- СРСР.
- Третій Рейх — незначна кількість трофейних машин з назвою StuG SU122 (r)[40].

## Оцінка проекту
У модельному ряду радянських САУ СУ-122 була одним з перших великосерійних зразків абсолютно нового роду військ — самохідної артилерії (невелика кількість імпровізованих САУ першого року війни подібно до ЗіС-30 або СУ-76П застосовувалися у складі танкових бригад ряду фронтів). Оскільки головною та ультиматною вимогою при її розробці була максимальна швидкість створення і споруди, то застосовані для його досягнення компонувальні і технічні рішення не мали альтернатив. В основному це відноситься до використання вже готового верхнього верстата польової гаубиці М-30 на тумбової установці, наслідком якого стали тіснота в бойовому відділенні і необхідність двох навідників внаслідок рознесених по різні боки ствола маховиків горизонтальної та вертикальної наводки. Для польової гармати ця особливість, так само як і велика довжина відкоту взагалі не грають істотної ролі в оцінці її бойових і експлуатаційних властивостей, але просте поєднання в конструкції СУ-122 двох хороших в своїй області рішень (ствольної групи М-30 і бази Т-34) призвело до великого списку офіційно запротокольованих недоліків. І відразу ж по ходу створення стала очевидною необхідність розробки спеціалізованих гармат для установки в САУ, а також деяка адаптація танкового шасі під цю задачу. Все це було зроблено згодом конструкторами УЗВМ і заводу № 9 в процесі вдосконалення конструкції СУ-122 і розробці на її базі нової САУ СУ-85.
Незважаючи на недоліки, СУ-122 виявилася затребуваною. Вже в перших боях було отримано велику кількість позитивних відгуків від стрілецьких частин, які підтримували 1433-й і 1434-й САП. Обрана схема загальної компоновки надалі дозволила посилити як бронювання, так і озброєння машини аж до установки потужної 122-мм гармати Д-25С. Тому СУ-122 може бути названа вдалою і затребуваною самохідкою, що додатково підтверджується проханнями фронтових командирів вже після її зняття з виробництва виділити їм саме СУ-122 для виконання бойових завдань по прориву ворожої оборони.

### Озброєння
Для середньої по масі САУ класу штурмових гармат, призначеної для якісного посилення танкових і стрілецьких частин, вогнева міць СУ-122 була цілком адекватною поставленим перед нею завданням. 122-мм осколково-фугасний снаряд був дієвим засобом проти відкрито розташованої і прихованої в фортифікаційних спорудах польового типу живої сили супротивника. Фугасна дія 122-мм снаряди дозволяло руйнувати не тільки потужні дерев'яно-земляні укріплення, але і довготривалі залізобетонні фортифікації або міцні будівлі капітальної споруди в міських боях, хоча і з меншою ефективністю. І те, й інше було вже поза можливостями танкових і самохідних гармат калібром до 85 мм включно. На близьких дистанціях проти сильноброньованих цілей, таких як важкі танки і САУ, броньовані ковпаки, башти і прикриття амбразур ДОТів, з успіхом міг застосовуватися кумулятивний снаряд. Однак незважаючи на практично відсутню для цього типу боєприпасів залежність бронепробивності від дистанції до цілі, велике розсіювання кумулятивних снарядів у гаубиці М-30 робило прийнятною ймовірність попадання тільки на відстані ближче 300 м. Тож ефективно використовувати проти танків СУ-122 можна було в умовах бою в населеному пункті або із засідки. В 1943 році на порядку денному стояло питання про боротьбу з важкими німецькими танками на дистанціях порядку 1 км і більше, що і стало причиною зняття з виробництва СУ-122, незважаючи на всі її переваги в інших областях бойового застосування.
Серйозною слабістю у СУ-122 була відсутність кулемету. Хоча самохідки за тактичними планами повинні були вести бій у другому ешелоні бойових порядків атакувальних танків або піхоти, в реальній битві висока ймовірність натрапити на пропущену першим ешелоном групу ворожих піхотинців. Крім того, досить часто, особливо в 1943–1944 роках, практикувалося використання СУ-122 як безбаштових танків у перших ешелонах бойових порядків, де важливість наявності кулемета важко переоцінити. Без прикриття з боку своєї піхоти СУ-122 була практично беззахисна в ближньому бою і легко могла бути знищена протитанковою гранатою (ручний або з гранатомета). Особливо гостро цей недолік відчувався в боях в населених пунктах, де зіткнення з противником буває дуже щільним і до перерахованих небезпек додається скидання протитанкових мін з верхніх поверхів будівель.

### Захищеність
Станом на момент розробки (жовтень 1942 року) рівень броньового захисту СУ-122 був адекватний найбільш поширеним протитанковим засобам супротивника, але навіть при обстрілі фронтального сектора вже не міг забезпечити надійного захисту від їх нових зразків. Бронювання самохідки забезпечувало задовільний захист тільки від вогню легких 37-мм протитанкових гармат, сильно нахилена (55° відносно нормалі до опорної площини) 45-мм лобова бронеплита могла витримати влучення 50-мм каліберних бронебійних снарядів німецьких танкових і протитанкових гармат. Підкаліберні 37-мм і 50-мм снаряди, здатні впевнено пробити на дистанціях ближче 500 м лобову бронеплиту СУ-122, були в вермахті в досить сильному дефіциті, а їх заброньова дія була недостатня. Протягом 1942 року питома вага 37-мм і 50-мм протитанкової артилерії в вермахті була ще досить високою, але, усвідомлюючи слабкість цих гармат, німці активно вводили в дію нову 75-мм гармату PaK 40. Нові модифікації німецьких танків PzKpfw IV і штурмових гармат StuG III також отримали подібні з нею по балістиці 75-мм гармати. 75-мм каліберние бронебійні снаряди цих гармат легко пробивали бронювання СУ-122 практично з будь-якої дистанції і з будь-якого ракурсу (за радянськими даними 75-мм німецький каліберний бронебійний снаряд PaK 40 пробивав 90 мм литу броню під кутом 30° до нормалі на дистанції ближче 800 м). Оскільки перший бій СУ-122 прийняли в лютому 1943 року, а в значних кількостях стали застосовуватися з літа 1943 року, коли чисельність 75-мм гармат у вермахті ще більше збільшилася, то їх броньовий захист на період активного застосування вже не відповідав вимогам часу.

### Рухливість
Ходова частина СУ-122 була повністю ідентична ходовій частині Т-34 і мала приблизно ту ж масу, вона мала ті ж показники рухливості, що і базовий танк. Оскільки рухливість Т-34 вважалася хорошою для всіх завдань що стоять перед середнім танком, СУ-122 не затримувала на марші танкові частини і підрозділи озброєні «тридцятьчетвірками». Додатковим плюсом було спрощення роботи постачальників і ремонтників зважаючи на однакову номенклатуру запасних деталей для моторно-трансмісійної групи, ходової частини та паливно-мастильних матеріалів, потрібних при ремонті та технічному обслуговуванні Т-34 і СУ-122. З іншого боку, СУ-122 мала весь набір недоліків ходової частини, що і Т-34 — галасливість при русі, «просідання» пружинних вузлів підвіски типу Крісті, некомфортне для екіпажу «жорстке» поводження машини на нерівній поверхні, а також великі зусилля на важелях управління.

### Аналоги
Під час Другої світової війни роботи над самохідно-артилерійськими установками класу штурмових гармат велися в декількох країнах, але найбільший розвиток такі машини отримали в СРСР і Німеччині.
У Великій Британії їх роль грали спеціалізовані танки «близької підтримки» (англ. close support) — модифікації «Матільди», «Черчілля», «Крусейдера», «Кромвеля», озброєні 76-мм або 95-мм гаубицями замість штатних гармат, що було подібно з довоєнною радянської концепцією «артилерійського танка». Деяким аналогом СУ-122 в британській армії можна вважати САУ Bishop, що являє собою установку 25-фунтової (88-мм) гаубиці-гармати на шасі піхотного (легкого по вітчизняній класифікації) танка «Валентайн». Але досить повної подібності не було — англійська самохідка була значно легше, сильно поступалася радянській по калібру гармати, але при цьому мала значно більші габарити по висоті. У тактичному плані САУ Bishop мала схильність до виконання функцій самохідної гаубиці, незважаючи на дуже малий максимальний кут піднесення своєї гармати в 15° для такого застосування.

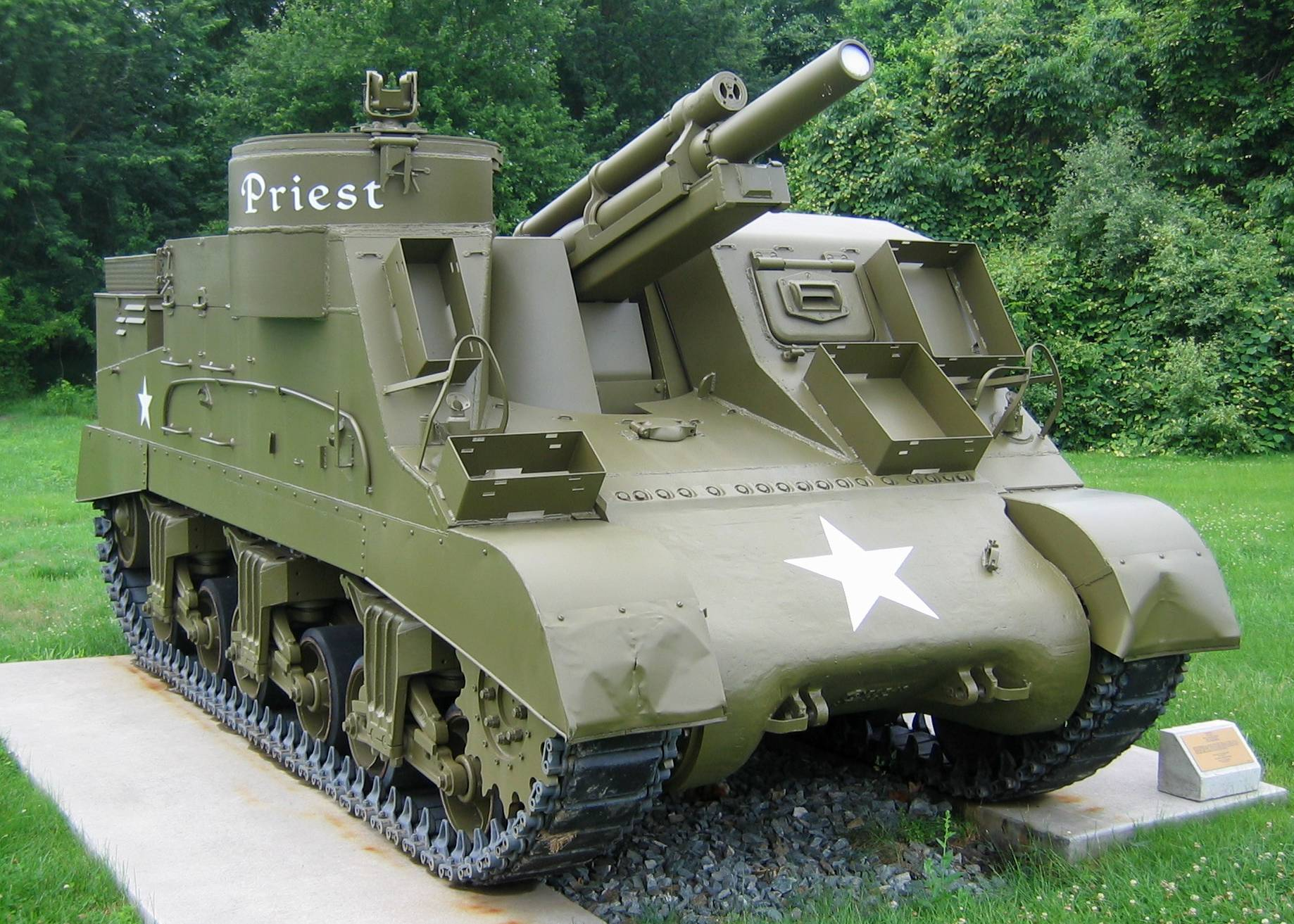
М7 Priest, музей Абердинського полігону

У США також використовувалися танки підтримки M4A3 (105) на базі M4 з 105-мм гаубицями, а також «штурмові танки» M8 з 75-мм гаубицями на базі легкого танка M5. Деяким аналогом СУ-122 можна вважати самохідну гаубицю M7 на базі середніх танків M3 і M4. Дана САУ оснащувалася низькою, відкритою зверху рубкою, що мала лише противопульное бронювання, мала менші в порівнянні з радянською самохідкою масу і калібр гармати, але вигідно відрізнялася наявністю великокаліберного кулемету. Однак на відміну від радянського штурмовой гармати СУ-122 і як британські аналоги Bishop та Sexton, САУ M7 використовувалися частіше як самохідні гаубиці, хоча їх максимальний кут піднесення гармати в 35° теж не відповідав повністю вимогам для навісної стрільби.

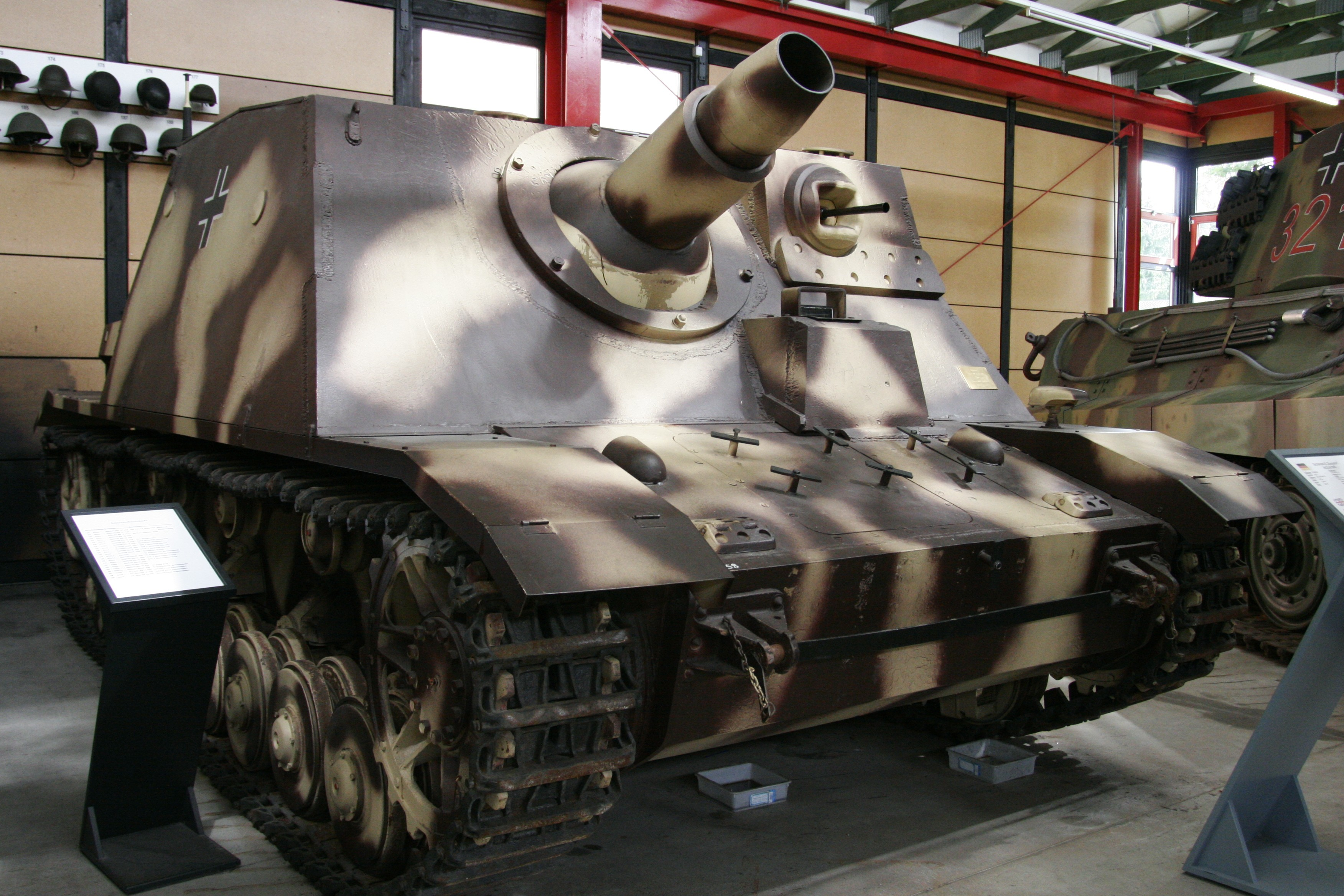
Штурмовий танк Sturmpanzer IV «Brummbär»

Серед німецької бронетехніки найбільш близькими до СУ-122 зразками були самохідні установки StuH 42 та Sturmpanzer IV «Brummbär» («Бруммбер»). Перша машина, на базі середнього танка PzKpfw III, озброювалася 105-мм гаубицею leFH 18, друга, на базі PzKpfw IV, — важкою 150-мм піхотною гарматою sIG 33. СУ-122 по своїй військовій потужності знаходиться посередині між ними, перевершуючи StuH 42 і поступаючись «Бруммберу». Всі ці машини мали роздільне заряджання своїх гармат і приблизно рівну скорострільність від 2 до 4 пострілів на хвилину. По товщині броні у фронтальній проєкції радянська самохідка поступається німецьким аналогам (45 мм проти 80 і 100 мм відповідно), але це дещо згладжується великим нахилом лобової бронеплити, для малокаліберних снарядів приведена до нормалі товщина варіюється від 65 до 90 мм. Бортове бронювання у СУ-122 було товщим, ніж у обох німецьких машин. І СУ-122, і StuH 42 мали низький силует, який утруднював виявлення і прицілювання противнику, але платою за це в обох випадках була стисненість бойового відділення і обидві самохідки мали проблеми з його вентиляцією Більш простора рубка «Бруммбера» покращувала умови роботи його екіпажу, але внаслідок своєї великої висоти була важкомаскуєма і добре помітною на полі бою. За показниками рухливості СУ-122 дещо перевершує обидва німецьких аналога.
У Італії деяким аналогом СУ-122 можна вважати озброєну 105-мм гарматою САУ Semovente M43 da 105/25 на спеціалізованому шасі, створеному на базі вузлів середнього по італійській класифікації танка M15/42. Італійська самохідка поступалася радянській з вогневої потужності гармати і чисельності екіпажу, але була майже в два рази легше і істотно нижче, маючи при цьому близьке фронтальне (75 мм без нахилу) і бортове бронювання. У Японії близькі функції виконувала САУ «Хо-Ні II» на базі танка «Чи-Ха»; даний зразок бронетехніки був набагато легше СУ-122, мав відкриту рубку, слабке бронювання ( 20-25 мм) і менш потужне озброєння (105-мм гаубиця з максимальним кутом піднесення 22°). Ще одна САУ на базі танка «Чи-Ха», озброєна 150-мм гаубицею самохідка «Хо-Ро», конструктивно сильно схожа до самохідної гаубиці, незважаючи на недостатній кут піднесення гармати в 30°.

## Збережені екземпляри
До теперішнього часу зберігся лише один екземляр СУ-122, представлений в експозиції Бронетанкового музею в Кубинці. У музеї Другої світової війни в Києві експонується досить груба імітація СУ-122, що являє собою самохідку СУ-100 з обрізаним стволом. За деякими відомостями, на території військової частини в Сертолово є тягач, перероблений з СУ-122.

## СУ-122 в сувенірній і ігровій індустрії

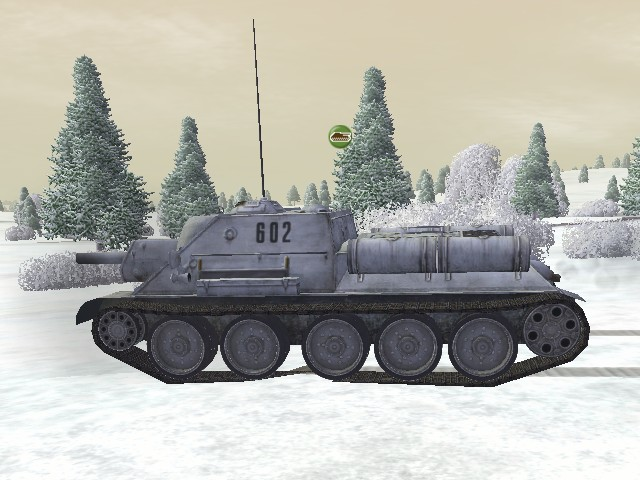
Самохідно-артилерійська установка СУ-122 в комп'ютерній військовій грі «Друга світова»

У модельній індустрії СУ-122 випускалися рядом виробників в різних масштабах, У масштабі 1:35 доступною на ринку є модель СУ-122 фірми «Tamiya», але вона має ряд невідповідностей прототипу, та української фірми «MiniArt». Також в масштабі 1:72 модель СУ-122 випускається фірмою UM. Існують також набори для побудови паперової моделі-копії СУ-122 в масштабі 1:25. У ряді видань модельної та військово-історичної спрямованості також публікувалися креслення для самостійної побудови моделі.
У комп'ютерно-ігровій індустрії СУ-122 представлена в ряді програмних продуктів, наприклад, військовій грі «Друга світова», що отримала високі оцінки критиків за реалістичність. Крім того, ця самохідка присутня в стратегіях реального часу «Бліцкриг», «Бліцкриг II», «Close Combat III: The Russian Front», його рімейку «Close Combat: Cross of Iron» і грі «Sudden Strike 3: Arms for Victory». Проте варто відзначити, що відображення тактико-технічних характеристик СУ-122 і особливостей її вживання в бою в комп'ютерних іграх часто вельми далеке від реальності.